# Louis Coolset
Louis Coolset foi um ciclista belga.

## Competições
- 1904: 7º na classificação geral Tour de France 1904, chegando  23h44'20" após o vencedor [1]